# Литва на зимних Олимпийских играх 2010
Литва на зимних Олимпийских играх 2010 была представлена 6 спортсменами в трех видах спорта.
Фигуристы Литвы имели одну лицензию в танцах на льду. Однако, в связи с тем, что партнёрше в дуэте Кэтрин Копели / Дейвидас Стагнюнас не было предоставлено литовское гражданство, а других танцевальных дуэтов олимпийского уровня в стране нет, в соревнованиях по фигурному катанию литовские спортсмены не участвовали.
Лучшим результатом Литвы на этих Играх стало 18-е место в мужском командном спринте по лыжным гонкам.

## Состав сборной
Биатлон
1. Диана Расимовичюте

 Горнолыжный спорт
1. Виталий Румянцев

 Лыжные гонки
1. Модестас Вайчулис
2. Алексей Новосельский
3. Мантас Строля
4. Ирина Терентьева

## Результаты соревнований

### Биатлон
Спортсменов — 1
Женщины
| Соревнование         | Спортсмены         | Стрельба | Результат | Место |
| -------------------- | ------------------ | -------- | --------- | ----- |
| Спринт               | Диана Расимовичюте | 1+1      | 21:11,2   | 25    |
| Гонка преследования  | Диана Расимовичюте | 0+0+3+2  | 33:58,4   | 34    |
| Индивидуальная гонка | Диана Расимовичюте | 1+0+1+1  | 44:13,2   | 30    |

### Лыжные виды спорта

#### Горнолыжный спорт
Спортсменов — 1
Мужчины
| Соревнование      | Спортсмены       | 1 спуск | 2 спуск | Всего   | Место |
| ----------------- | ---------------- | ------- | ------- | ------- | ----- |
| Гигантский слалом | Виталий Румянцев | 1:27,27 | 1:29,52 | 2:56,79 | 59    |
| Слалом            | Виталий Румянцев | DNF     | —       | —       | —     |

#### Лыжные гонки
Спортсменов — 4
Мужчины
Дистанция
| Соревнование           | Спортсмен            | Результат | Место |
| ---------------------- | -------------------- | --------- | ----- |
| 15 км свободным стилем | Алексей Новосельский | 38:01,6   | 71    |

Спринт
| Соревнование     | Спортсмены                       | Квалификация | Квалификация | Четвертьфинал | Четвертьфинал | Полуфинал | Полуфинал | Финал     | Финал     |
| Соревнование     | Спортсмены                       | Результат    | Место        | Результат     | Место         | Результат | Место     | Результат | Место     |
| ---------------- | -------------------------------- | ------------ | ------------ | ------------- | ------------- | --------- | --------- | --------- | --------- |
| Спринт           | Мантас Строля                    | 3:47,17      | 46           | не прошёл     | не прошёл     | не прошёл | не прошёл | не прошёл | не прошёл |
| Спринт           | Алексей Новосельский             | 3:51,70      | 53           | не прошёл     | не прошёл     | не прошёл | не прошёл | не прошёл | не прошёл |
| Спринт           | Модестас Вайчулис                | 3:52,10      | 54           | не прошёл     | не прошёл     | не прошёл | не прошёл | не прошёл | не прошёл |
| Командный спринт | Мантас Строля, Модестас Вайчулис |              |              |               |               | 19:43,1   | 9         | не прошли | не прошли |

Женщины
Дистанция
| Соревнование           | Спортсмены       | Результат | Место |
| ---------------------- | ---------------- | --------- | ----- |
| 10 км свободным стилем | Ирина Терентьева | 28:52,2   | 63    |

Спринт
| Соревнование | Спортсмены       | Квалификация | Квалификация | Четвертьфинал | Четвертьфинал | Полуфинал | Полуфинал | Финал     | Финал     |
| Соревнование | Спортсмены       | Результат    | Место        | Результат     | Место         | Результат | Место     | Результат | Место     |
| ------------ | ---------------- | ------------ | ------------ | ------------- | ------------- | --------- | --------- | --------- | --------- |
| Спринт       | Ирина Терентьева | 4:04,47      | 49           | не прошла     | не прошла     | не прошла | не прошла | не прошла | не прошла |